# Carcinoma de cavum
El carcinoma de cavum es una tumoración maligna del cavum que es la parte superior de la faringe, también conocida como nasofaringe, epifaringe o rinofaringe. Se encuentra por detrás de las fosas nasales y por delante de la columna vertebral, en esta región desembocan las trompas de Eustaquio.

## Epidemiología
En España es infrecuente, su prevalencia es de 1/100 000. Sin embargo, es muy habitual en el sudeste asiático especialmente en la región de Cantón.
Presenta dos picos de máxima incidencia, de los 20–30 años y en mayores de 50 años y afecta por igual a hombres y a mujeres.

## Etiología
Su relación con factores oncogénicos como el tabaco o el alcohol no está claramente demostrada. Sin embargo, si se definen algunos factores de riesgo:
- El Virus de Epstein-Barr: gran parte de las células tumorales tienen en su interior restos del virus. Sin embargo, el porcentaje de pacientes que presentan el tumor tras haber padecido una mononucleosis infecciosa es muy bajo.
- Alimentos ricos en nitrosaminas (salados).
- Existe también la posibilidad de que haya factores genéticos implicados, aunque no se sabe con certeza.
- Tomar bebidas muy calientes como el té o el café, que facilita la irritación de la nasofaringe.

## Anatomía patológica
La OMS distingue tres tipos distintos según su histología:
- Tipo 1: Carcinoma de células escamosas.
- Tipo 2: Carcinoma no queratinizante.
- Tipo 3: Carcinoma indiferenciado.

## Clínica
Las neoplasias de cavum se caracterizan por dar una sintomatología tardía y engañosa. Debido a su localización, en la mayoría de los casos, el paciente consulta cuando el tumor ya es muy grande y ha obstruido la trompa de Eustaquio o las fosas nasales.
Sus síntomas más habituales son tumor palpable en el cuello, cierta disnea, hipoacusia (por obstrucción de las trompas, que puede dar lugar a una otitis serosa), otalgia, disfonía o epistaxis.
Son tumores muy invasivos, llegando incluso a invadir la base del cráneo así como grupos ganglionares cervicales. Además, tienen una gran capacidad metastásica, por lo que se encuentran metástasis a distancia.

## Diagnóstico

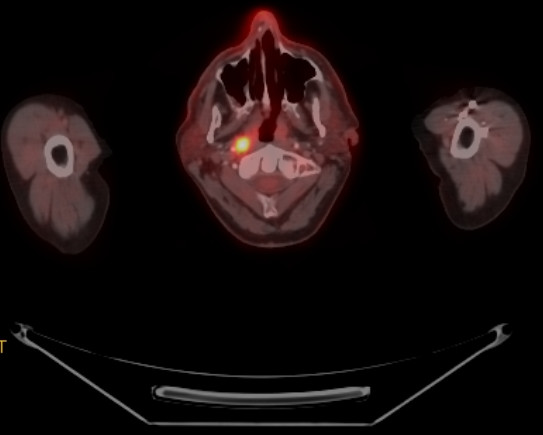
Tomografía por emisión de positrones (corte transversal), donde se visualiza la ubicación de la neoplasia.

Su diagnóstico se realiza mediante la exploración de la nasofaringe usando el fibrolaringoscopio por una de las fosas nasales. Además de la exploración se hace una biopsia. Si la biopsia no es concluyente, se procederá a realizar una PAAF de las adenopatías laterocervicales.
También se utilizan para su estudio la TAC y en ocasiones, previa a la cirugía, la RMN.
Su estudio se realiza mediante el sistema TNM internacional.

## Tratamiento
Debido a su localización, la cirugía curativa no es posible. Su tratamiento está basado en la quimioterapia y la radioterapia, debido a que es un tumor muy sensible a ambas. Por ello, su tratamiento consiste en:
- Radioterapia: tanto sobre la lesión primitiva como sobre las áreas ganglionares. Es muy útil en estadios precoces. Si los ganglios están afectados, su efectividad es mayor en sinergia con la quimioterapia. En estadios precoces es muy conveniente pedir opiniones de varios expertos antes de aceptar un tratamiento por quimioterapia.

- Quimioterapia: se utiliza en estados más avanzados junto con la radioterapia. En tumores muy avanzados puede utilizarse sola con fines paliativos. El cisplatino es el más usado en el cáncer de cavum, solo o combinado con otros fármacos. Otros fármacos también utilizados son 5-fluorouracilo y los Taxanos (docetaxel y paclitaxel).

- Cirugía: se emplea para extirpar las cadenas ganglionares o como cirugía de rescate sobre el tumor primitivo.